# Laurens Meintjes
Laurens Schmitz Meintjes (Aberdeen, 9 de juny de 1868 - Potgietersrus, 30 de març de 1941) fou un ciclista Sud-africà que va córrer durant la darrera dècada del segle xix. Es va especialitzar en el ciclisme en pista i va guanyar el primer Campionats del món amateur de mig fons celebrat al 1893.

## Palmarès
- 1893
  -  Campió del món amateur de mig fons